# August Loher
August Loher  ( 1874, Simbach, Baviera -1930) fue un farmacéutico y botánico alemán, que recolectó en diversas expediciones florísticas a las Filipinas, y a Madagascar.
Cumplió importante función sobre el herbario del "Museo Botánico" de la "Universidad Erlangener.
A partir de 1899 se hace residente en Filipinas, rescatando flora medicinal para remedios farmacéuticos.

## Algunas publicaciones
- 1897‘New or noteworthy plants’. Gard. Chron. 3ª ser. vol. 21, p. 339, 416; l.c. 22, 1897, p. 1; l.c. 46, 1909, p. 34 & 47, 1910, p. 66)
- 1897. ‘Orchids notes & gleanings’. l.c. 22, p. 121
- 1897. ‘Lophopetalum toxicum Loher’. En Icon. Bogor. 1, p. 55-65, pl. 16
- 1925. New Species of Philippine Plants Collected by A. Loher. Phil. Jour. Sci. 27:21-59

## Honores
En su honor se nombran más de 90 especies, entre ellas:
- (Acanthaceae) Calophanoides loheri (C.B.Clarke) Bremek.[1]

- (Cyatheaceae) Cyathea loheri Christ 1906[2]

- (Grammitidaceae) Themelium loherianum (Christ) Parris[3]

- (Orchidaceae) Pinalia loheriana (Kraenzl.) W.Suarez & Cootes[4]

- (Pandanaceae) Freycinetia loherii Martelli[5]

- (Thelypteridaceae) Cyclosorus loherianus (Christ) Copel.[6]

- (Vittariaceae) Monogramma loheriana Alderw.[7]

- La abreviatura «Loher» se emplea para indicar a August Loher como autoridad en la descripción y clasificación científica de los vegetales.[8]